# Yuri (genre)
Yuri (百合, letterlijk lelie) is een mangagenre dat de liefde tussen twee vrouwen voorstelt. De term yuri betekent letterlijk lelie, een courante Japanse meisjesnaam. Beide stijlen worden gebruikt zowel bij manga als anime.

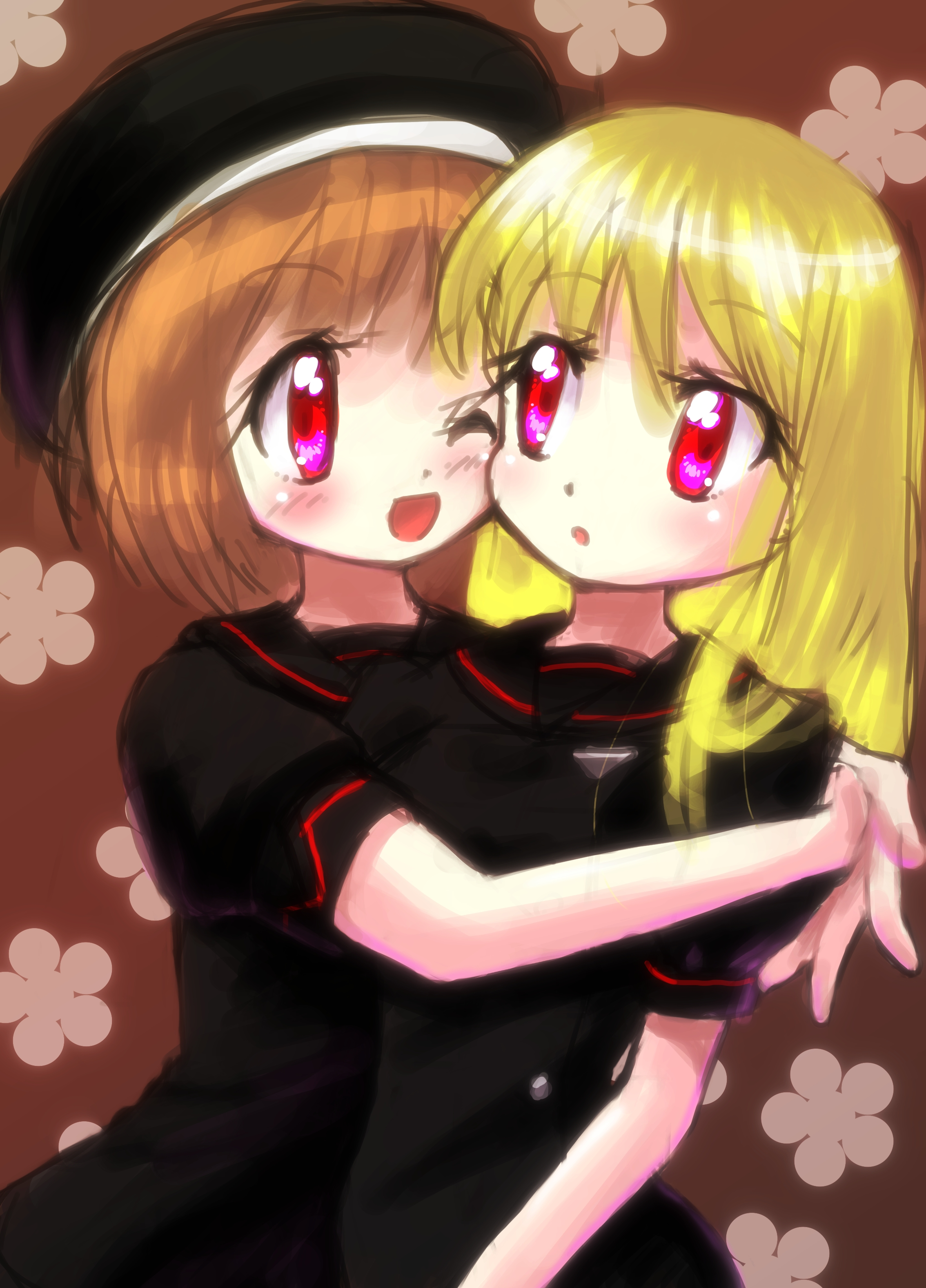
Intieme relaties tussen klasgenotes is een courant thema in het genre yuri.

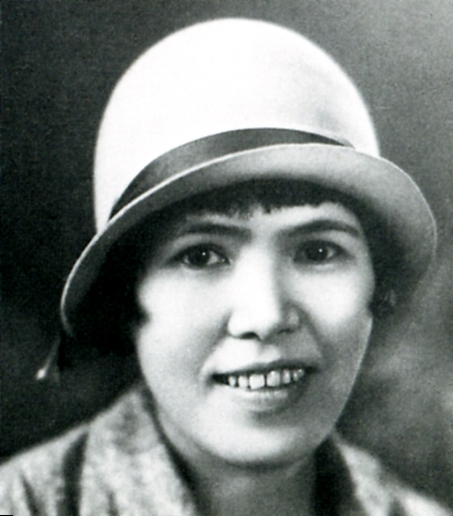
Nobuko Yoshiya was een auteur uit de jaren 1930 wiens oeuvre een groot invloed uitoefende op de ontwikkeling van yuri in de jaren 1970.

Wanneer het verhaal meer focust op romantiek eerder dan seksualiteit, werd het genre in het Westen soms shojo-ai genoemd. Deze term wordt in Japan bijna nooit gebruikt. Daar gebruiken fans het woord yuri en worden dit soort werken uitgegeven onder de noemer Girls' Love (ガールズラブ, gāruzu rabu). De mannelijke tegenhanger heet yaoi.
De thema's waar yuri om draait, komen voort uit Japanse lesbische romans uit de vroege twintigste eeuw. Een bekend voorbeeld van een werk dat veel invloed uitoefende op latere yuri-auteurs was Yaneura no Nishōjo (屋根裏の二処女, Twee maagden op de zolder) van Nobuko Yoshiya. In de jaren 1970 begonnen de eerste manga met lesbische thema's te verschijnen. Pioniers waren Ryoko Yamagishi en Riyoko Ikeda. Vanaf de jaren 90 van de twintigste eeuw werd dit genre populairder. In 2003 kwam het eerste mangamagazine gericht op yuri op de markt: Yuri Shimai. Het magazine liep tot en met 2004, waarna het heropleefde onder de naam Comic Yuri Hime, bekend voor reeksen zoals YuruYuri, Wataten!, Citrus, Yuri Is My Job! en Whisper Me a Love Song.
De eerste echte yurimanga was Shiroi Heya no Futari van Ryoko Yamagishi. Het verhaal gaat over twee studentes op een prestigieuze Franse kostschool voor meisjes. Dit werk wordt vandaag gezien als het prototype voor het yuri-genre en stelde archetypes vast die in nieuwe werken nog steeds gevolgd worden.

## Oorsprong van de naam
In 1971 noemde Ito Bongaku, hoofdredacteur van het mannenhomotijdschrift Barazoku, de lesbische gemeenschap yurizoku, wat ongeveer betekent de stam van de lelies. De mannelijke homogemeenschap noemde hij de barazoku, of stam van de rozen.